# Laima Griciūtė
Liudvika Laima Griciūtė (née le 15 avril 1926 et morte le 3 novembre 2018) est une oncologue lituanienne, possédant un doctorat en sciences biomédicales.

## Biographie
Griciūtė naît le 15 avril 1926 à Kaunas. En 1941, Griciūtė et ses parents sont déportés vers le Kraï de l'Altaï, République de Sakha, Oblast de Yaroslavl, Russie. À son retour en Lituanie en 1946, elle étudie à la faculté de médecine de l'université de Kaunas. En 1950, elle poursuit ses études à l'Institut médical de Kaunas. De 1952 à 1955, elle suit un cursus de doctorat à l'Institut d'oncologie de Leningrad. En 1955, elle soutient sa thèse en sciences médicales et en 1966 sa thèse de doctorat en sciences médicales sur Eksperimentiniai plaučių navikai (tumeurs pulmonaires expérimentales). En 1989, elle reçoit le titre de professeure.En 1955, Griciūtė débute en bas de l'échelle au Republican Oncology Dispensary. En 1956, elle est enseignante-chercheuse à l'Institut d'oncologie de Leningrad. De 1957 à 1974, Griciūtė est responsable du laboratoire de morphologie pathologique de l'Institut. En 1967, elle est interne pendant un an au laboratoire de génétique de l'Institut du Radium. En 1974, Griciūtė participe à une expédition internationale axée sur la recherche de cancérogènes environnementaux en Iran. De 1974 à 1980, elle est cheffe du Département des cancérogènes environnementaux du Centre international de recherche sur le cancer, Lyon. En 1988, elle devient membre du Conseil scientifique du Centre.
À son retour en Lituanie en 1980, Griciūtė travaille comme directrice adjointe de l'Institut d'épidémiologie, de microbiologie et d'hygiène de Vilnius. De 1982 à 1990, elle occupe différents postes, notamment celui de directrice de l'Institut de recherche en oncologie, d'oncologue en chef au ministère de la Santé, de présidente de la Société scientifique d'oncologie et de membre du Conseil du registre du Conseil du registre du cancer de la République socialiste soviétique de Lituanie. De 1990 à 1993, Griciūtė est responsable du laboratoire du Centre d'oncologie des cancérogènes environnementaux. De 1993 à 1999, elle est directrice adjointe scientifique du Centre d'oncologie.

## Reconnaissance
En 2002, Griciūtė reçoit le prix lituanien des sciences.
Elle est citée par la délégation permanente de la République de Lituanie auprès de l'Unesco parmi les personnalités féminines lituaniennes à promouvoir dans la liste Wiki4Women.

## Publications
- (en) « The Influence of Carcinogenic Substances Introduced Intratracheally to Several Generations of Experimental Rats dans Karbe E., Park J.F. (éds) », Experimental Lung Cancer, Springer, Berlin, Heidelberg,‎ 1974, p. 81-85 (DOI 10.1007/978-3-642-61939-7_7, lire en ligne)
- (en) avec L. Tomatis, « Carcinogenicity of dapsone in mice and rats », International Journal of cancer,‎ 1980 (DOI https://doi.org/10.1002/ijc.2910250116, lire en ligne)
- (en) avec Marcel Castegnaro, Jean-Claude Bereziat, « Influence of ethyl alcohol on carcinogenesis with N-nitrosodimethylamine », Cancer Letters, Elsevier Ireland,‎ 1981 (DOI 10.1016/0304-3835(81)90063-X, lire en ligne)

- Pathological anatomy (with others), Textbook, 1986
- Primary cancer prevention (with others), 1992
- Carcinogenesis and biology of cancer, 1992
- Oncology (with others), 1992
- Alcohol and cancer, 1994 (Russian)
- (en) avec Domkiené, V., « Experimental study on the carcinogenicity of the Cytostatic drug ftorafur (tegafur). », Pathol. Oncol. Res,‎ 1996, p. 69-70 (DOI 10.1007/BF02893954, résumé)
- (en) avec Tamosiunas M, Makaryceva J, Labanauskiene J, Bagdonas S, Aleksandraviciene C, Didziapetriene J,Rotomskis R, « Autofluorescence of transplantable hepatoma A22 (MH-A22): prospects of tumor tissue optical biopsy », Experimental Oncology,‎ 2004, p. 118-124 (PMID 15273658, lire en ligne)
- (en) et al. (thèse doctorale), « Risk of oncological diseases among medical radiation workers in Lithuania, 1978–2004 », Lithuanian Academic Libraries Network,‎ 2009 (OCLC 654561744, lire en ligne)

- Autres contributions scientifiques[6]